# دورا ماكسويل
دورا ماكسويل (بالإنجليزية: Dora Maxwell)‏ هي سيدة أعمال أمريكية، ولدت في 1897، وتوفيت في 29 يونيو 1985.